# 莫舍 (密蘇里州)
莫舍（英語：Mosher）是位於美國密蘇里州聖熱訥維耶沃縣的非建制地區。

## 地理
莫舍所處的海拔為高於海平面135米（即443英呎），而該地所採用的時區為UTC-6，即北美中部時區（CST）。同時該地設有夏令時間，為UTC-6調快一小時，即UTC-5（CDT）。